# Cecconia valerianellae
Cecconia valerianellae är en stekelart som först beskrevs av Thomson 1877.  Cecconia valerianellae ingår i släktet Cecconia, och familjen gallsteklar. Arten kan vara nationellt utdöd i Sverige.